# Minamiyamashiro
Minamiyamashiro (南山城村?) è un villaggio giapponese della prefettura di Kyōto.